# Vacaciones de invierno
Vacaciones de invierno se refiere al receso durante época invernal en aquellas áreas dónde los inviernos presentan temperaturas bajas o extremas y los veranos tienen temperaturas intermedias. Sin embargo, en la mayoría de los países del mundo, cada receso vacacional no excluye a uno del otro, teniendo, en estos casos ambos recesos vacacionales.

## Vacaciones de Invierno en el Mundo

### India
En la India, las vacaciones de invierno duran dos semanas: desde la última de diciembre hasta finalizar la primera de enero.

### ChileChile
En Chile, al igual que en la India, las vacaciones de invierno también duran dos semanas, solo que es desde el 8 al 26 de julio.

### Argentina
En la Argentina, las vacaciones de invierno varían según la provincia, pero duran también dos semanas, y normalmente comienzan el lunes siguiente al feriado por el 9 de julio, o bien una semana más tarde.

### UruguayUruguay
En Uruguay, también son dos semanas y comienzan el primer lunes de julio.

### MéxicoMéxico
En México al igual que los países anteriores tienen dos semanas libres la razón por la que tienen vacaciones es porque se festeja la Navidad.